# Derivada funcional
En las matemática y la física teórica, la derivada funcional es una generalización de la derivada usual que se presenta en el cálculo de variaciones.  En una derivada funcional, en vez de diferenciar una función con respecto a una variable, uno diferencia una funcional con respecto a una función.  

## Definición
Dos posibles, restringidas definiciones convenientes para ciertos cómputos se dan aquí.  Hay definiciones más generales de derivadas funcionales. La primera de ellas es la derivada de Gâuteaux (que generaliza el concepto de derivada direccional a espacios Banach de dimensión infinita):  
Para cualquier funcional {\displaystyle \scriptstyle F} que aplica funciones {\displaystyle \scriptstyle \varphi :{\mathcal {M}}\to \mathbb {R} ^{n}} definidas sobre una variedad {\displaystyle \scriptstyle {\mathcal {M}}} (nótese que el conjunto de estas funciones forma un espacio de Banach), entonces, la derivada funcional en el sentido de Gâteaux es una distribución tal que para todas las funciones de prueba (test) f:

(1){\displaystyle \left\langle {\frac {\delta F[\varphi (x)]}{\delta \varphi (x)}},f(x)\right\rangle =\left.{\frac {d}{d\epsilon }}F[\varphi +\epsilon f]\right|_{\epsilon =0}.}

El límite anterior no tiene por qué existir, peor aún, aun cuando el límite existe puede depender de la función f escogida, por lo que la definición anterior debe entenderse más bien como una generalización de la derivada direccional, más que como una generalización del concepto de función diferenciable.

## Definición alternativa
También se puede definir la derivada funcional en términos de un límite que involucra la delta de Dirac, δ:

(2){\displaystyle {\frac {\delta F[\phi (x)]}{\delta \phi (y)}}=\lim _{\varepsilon \to 0}{\frac {F[\phi (x)+\varepsilon \delta (x-y)]-F[\phi (x)]}{\varepsilon }}.}

Las definiciones (1) y (2) no son equivalentes, ya que el resultado de la primera es siempre otro funcional, mientras que el resultado de la segunda definición es una distribución. Esto se ilustra con el siguiente ejemplo:

{\displaystyle Eval_{x_{0}}[\phi ]\mapsto \phi (x_{0})\left[=\int _{\mathbb {R} }\delta (x-x_{0})\phi (x)\ dx\right]}

Las derivadas en los dos sentidos anteriores vienen dadas por:

{\displaystyle \left({\frac {\delta Eval_{x_{0}}}{\delta \phi }}\right)_{[f]}=f(x_{0})\qquad {\frac {\delta Eval_{x_{0}}[\phi (x)]}{\delta \phi (y)}}=\delta (x_{0}-y)}

## Diferenciabilidad funcional
Si se considera una familia uniparamétrica de funciones suaves {\displaystyle \psi _{\lambda }:{\mathcal {M}}\longrightarrow \mathbb {R} ^{n}} y se considera la función de una variable real construida a partir de un funcional:

{\displaystyle S_{\lambda }=S[\psi _{\lambda }]\;}

Y suponiendo que para toda familia como la anterior que satisfaga determinadas condiciones existen las siguientes derivadas:

{\displaystyle \delta \psi =\left.{\frac {d\psi _{\lambda }}{d\lambda }}\right|_{\lambda =0}\qquad \left.{\frac {dS_{\lambda }}{d\lambda }}\right|_{\lambda =0}=\int _{\mathcal {M}}\chi \delta \psi \ d^{n}\omega }

En esas condiciones se define la derivada funcional como:

(*){\displaystyle \left.{\frac {\delta S_{\lambda }}{\delta \psi }}\right|_{\psi _{0}}=\chi }

Nótese que se satisface la anterior ecuación entonces el funcional lineal permite aproximar hasta primer orden al funcional original {\displaystyle S\;}. Nótese también que la expresión (*) es una aplicación lineal jacobiana que generaliza en concepto de matriz jacobiana.